# Cantó d'Ancerville
El cantó d'Ancerville és un cantó francès del departament del Mosa, situat al districte de Bar-le-Duc. Té 17 municipis i el cap és Ancerville.

## Municipis
- Ancerville
- Aulnois-en-Perthois
- Baudonvilliers
- Bazincourt-sur-Saulx
- Brillon-en-Barrois
- Cousances-les-Forges
- Haironville
- Juvigny-en-Perthois
- Lavincourt
- Lisle-en-Rigault
- Montplonne
- Rupt-aux-Nonains
- Saudrupt
- Savonnières-en-Perthois
- Sommelonne
- Stainville
- Ville-sur-Saulx

## Història
| Data d'elecció                           | Identitat         | Partit        | Qualitat |
| ---------------------------------------- | ----------------- | ------------- | -------- |
| 1945-1974                                | Charles Labatut   | RI            |          |
| 1973-1974                                | Jean Bourgeois    |               |          |
| 1974-1992                                | Jacques Mourer    | RPR           |          |
| 1992-2004                                | François Dosé     | Divers droite |          |
| 2004-                                    | Jean-Louis Canova | Divers droite |          |
| les dades anteriors no són pas conegudes |                   |               |          |